# Stanley Green
Pour les articles homonymes, voir Green.
Stanley Owen Green (22 février 1915 à Harringay, Londres - 4 décembre 1993 à Northolt dans la même ville), surnommé l'« Homme aux protéines » (Protein Man), est un homme-sandwich qui est devenu une curiosité londonienne pendant la seconde moitié du XXe siècle.
Il naquit à Harringay, au nord de Londres, et sert dans la Royal Navy pendant la Seconde Guerre mondiale.
Pendant 25 ans, il a patrouillé Oxford Street dans le West End de Londres en portant des placards qui annonçaient : « Moins de protéines amène moins de luxure : viande poisson oiseau ; œuf fromage ; pois fèves ; noix ; et exercice. Sagesse protéinique »
. La ponctuation et le texte en anglais ont changé au fil des ans. Soutenant que la consommation de protéines rend les gens plus luxurieux et agressifs, il proposait un régime faible en protéines pour que « les gens soient meilleurs, plus gentils et plus heureux, ». Pour quelques pences, les passants pouvaient lui acheter un livret de 14 pages : Eight Passion Proteins with Care (traduction selon la phonétique anglaise Manger les protéines passionnelles avec inquiétude), qui aurait été vendu à 87 000 exemplaires en 20 ans. La page frontispice affirmait que « Ce livret rendra plus service si lu occasionnellement,, ».
Green est devenu l'un des excentriques les plus appréciés de Londres, bien que sa campagne pour supprimer le désir, comme un commentateur l'a fait remarquer, n'était pas nécessairement populaire, ce qui lui a occasionné deux arrestations pour obstruction et il portait des salopettes vertes pour se protéger des crachats. Malgré ces difficultés, il prenait grand plaisir dans sa popularité locale. The Sunday Times l'a interviewé en 1985 et son slogan « less passion, less protein » (« Moins de passion, moins de protéines ») fut retenu par la boutique de mode londonienne Red or Dead,. Quand Green est mort en 1993 à l'âge de 78 ans, The Daily Telegraph, The Guardian et The Times ont publié une notice nécrologique, alors qu'une copie de son livret, ses placards et ses lettres ont été remis au Museum of London,. En 2006, le Dictionary of National Biography ajoute une entrée à son nom, ce qu'aucun autre homme-sandwich n'a obtenu.